# Lycodichthys antarcticus
Lycodichthys antarcticus es una especie de pez de la familia de los Zoarcidae en el orden de los perciformes.

## Morfología
Los machos pueden llegar a alcanzar los 24 cm de longitud total.

## Hábitat
Es un pez de mar y de aguas profundas que vive entre 195- 540 m de profundidad.

## Distribución geográfica
Se encuentra en el Océano Antártico, incluyendo las Islas Shetland del Sur.

## Observaciones
Es inofensivo para los humanos. 